# (5204) Herakleitos
(5204) Herakleitos ist ein Asteroid des Hauptgürtels, der am 11. Februar 1988 vom belgischen Astronomen Eric Walter Elst am La-Silla-Observatorium (Sternwarten-Code 809) der Europäischen Südsternwarte in Chile entdeckt wurde.
Der Asteroid ist nach dem vorsokratischen Philosophen Heraklit (520–460 v. Chr.) aus Ephesos benannt, der eine von allen herkömmlichen Vorstellungsweisen verschiedene Einsicht in die Weltordnung vertrat und dem später die populäre Kurzformel panta rhei („Alles fließt“) zugeschrieben wurde.